# Ian Hunter (musikalbum)
Ian Hunter är ett musikalbum av Ian Hunter, hans första soloalbum efter att ha lämnat Mott the Hoople. Skivan släpptes i april 1975 på Columbia Records. Inspelningarna skedde i London från januari till mars 1975. Mick Ronson medverkar som gitarrist på skivan och var också tillsammans med Ian Hunter producent. Albumet innehåller Hunters enda större hitsingel som soloartist, "Once Bitten, Twice Shy". Den 8 minuter långa rockballaden "Boy" sägs handla om David Bowie och glamrockens fall i popularitet.

## Låtlista
(alla låtar skrivna av Ian Hunter, utom "Boy" som samskrevs med Mick Ronson)
1. "Once Bitten, Twice Shy" - 4:44
2. "Who Do You Love" - 3:51
3. "Lounge Lizard" - 4:32
4. "Boy" - 8:52
5. "3000 Miles from Here" - 2:48
6. "The Truth, the Whole Truth, Nuthin' But the Truth" - 6:13
7. "It Ain't Easy When You Fall/Shades Off" - 5:46
8. "I Get So Excited" - 3:48

## Listplaceringar
- Billboard 200, USA: #50[1]
- UK Albums Chart, Storbritannien: #21[2]
- Kvällstoppen, Sverige: #XX (placering 11-20 redovisades ej i ordning i listan 1975)[3]